# Glacier d'Arcouzan
Le glacier d'Arcouzan (ou glacier du Mont Valier) est un petit glacier de cirque des Pyrénées. Il est situé sur un flanc du mont Valier, dans le Couserans. Seul glacier du département de l'Ariège, il constitue en outre le plus oriental des glaciers pyrénéens. Il alimente le ruisseau de Labégé, qui rejoint plus en aval le Salat.

## Toponymie
L'appellation « d'Arcouzan » est relativement récente, puisqu'elle est attribuée au journaliste ariégeois Louis-Henry Destel vers 1940. Elle est discutée, étant donné que le glacier alimente le ravin de Labégé et non celui d'Arcouzan, situé environ 300 m plus au nord, mais pourrait s'expliquer par le fait que la voie d'accès privilégiée emprunte bien la vallée d'Arcouzan.

## Géographie
Le glacier se situe sur la face nord-est du mont Valier, s'étageant entre 2 320 et 2 520 m d'altitude, sur le territoire de la commune de Seix. Situé en pied de paroi, ce qui le protège du rayonnement solaire, le glacier d'Arcouzan est un glacier de suraccumulation.
Situé à 40 km à l'est de son plus proche voisin, le glacier de l'Aneto, plus vaste des glaciers de la chaîne, le glacier d'Arcouzan est le plus oriental, le plus septentrional et le plus isolé des glaciers pyrénéens, et compte parmi les moins élevés, alors qu'au sein même du département de l'Ariège existent plusieurs sommets nettement plus élevés comme la pique d'Estats, culminant à 3 143 m.

### Hydrologie
Les eaux de fonte du glacier rejoignent le ruisseau d'Estours (encore appelé le ruisseau d'Artigue dans sa partie haute, à ne pas confondre avec le ruisseau de l'Artigue qui lui se trouve en vallée de Vicdessos).

## Histoire
L'existence du glacier est attestée depuis au moins 1802 (écrits de Pierre Dardenne). Les premières études plus poussées sont menées par Jean-Pierre Pagès en 1808. D'après des relevés effectués en 2012 sur le site, l'étendue du glacier vers 1850 devait avoisiner les 6 ha.

## Évolutions
Suivant une dynamique inverse à celle qui anime la plupart des autres glaciers pyrénéens, le glacier d'Arcouzan a connu au début des années 2010 une augmentation de sa superficie, du fait de précipitations importantes, passant en trois saisons de 1,8 ha à 2,8 ha en 2014, et gagnant notamment 5 000 m2 en 2013. Sa diminution globale sur la période 1850-2012 est inférieure à la moyenne pyrénéenne (-70 % contre -85 %). À partir de 2014, le glacier se rétracte à nouveau mais faiblement pour revenir à 2,48 ha en 2018. Les années suivantes sont toutefois caractérisées par une importante diminution du glacier, qui perd six mètres d'épaisseur en trois ans (2018-2021).
Le glacier fait l'objet d'un suivi de la part de l'association de glaciologie pyrénéenne Moraine, du parc naturel régional des Pyrénées ariégeoises et des géomètres-experts.